# Stéphane Grappelli
Stéphane Grappelli, nato Stefano Grappelli (Parigi, 26 gennaio 1908 – Parigi, 1º dicembre 1997), è stato un violinista, pianista e compositore francese, di origine italiana.

## Biografia
Chiamato Stefano alla nascita, prese le prime lezioni da suo padre Ernesto, professore di filosofia e nobile italiano che era giunto in Francia da Alatri, dove i marchesi Grappelli, «una delle famiglie più distinte di Alatri che per ricchezza e per influenza aveva avuto una parte importante nella storia della città», possedevano un antico palazzo munito di torre (torre Grappelli).
A soli quattro anni Stefano perse la madre, ma nel 1919 il padre gli fece ottenere la cittadinanza francese e cambiare il nome in Stéphane. Si iscrisse al conservatorio di Parigi e non concluse gli studi accademici; apprese essenzialmente da autodidatta, ascoltando le prime registrazioni di Louis Armstrong, Bix Beiderbecke e Joe Venuti. Verso i 15 anni iniziò a suonare il pianoforte come accompagnamento per i film muti, nei club e nei ristoranti parigini.
A 19 anni diventò membro stabile della band dell'Ambassador Club e, alternandosi tra pianoforte e violino, continuò la sua carriera con i "Gregor and his Gregorians"; quindi, non molto tempo dopo, lavorò come violinista e sassofonista con la "Alan Romans Band" di Montparnasse. Proprio in questo periodo avvenne l'incontro tra Grappelli e il celebre chitarrista jazz belga Django Reinhardt.
Dall'incontro con Reinhardt nel 1934 nacque il Quintette du Hot Club de France. Il gruppo acquistò subito un'importanza internazionale e attraverso le proprie registrazioni si impose come il primo importante gruppo jazz non americano.

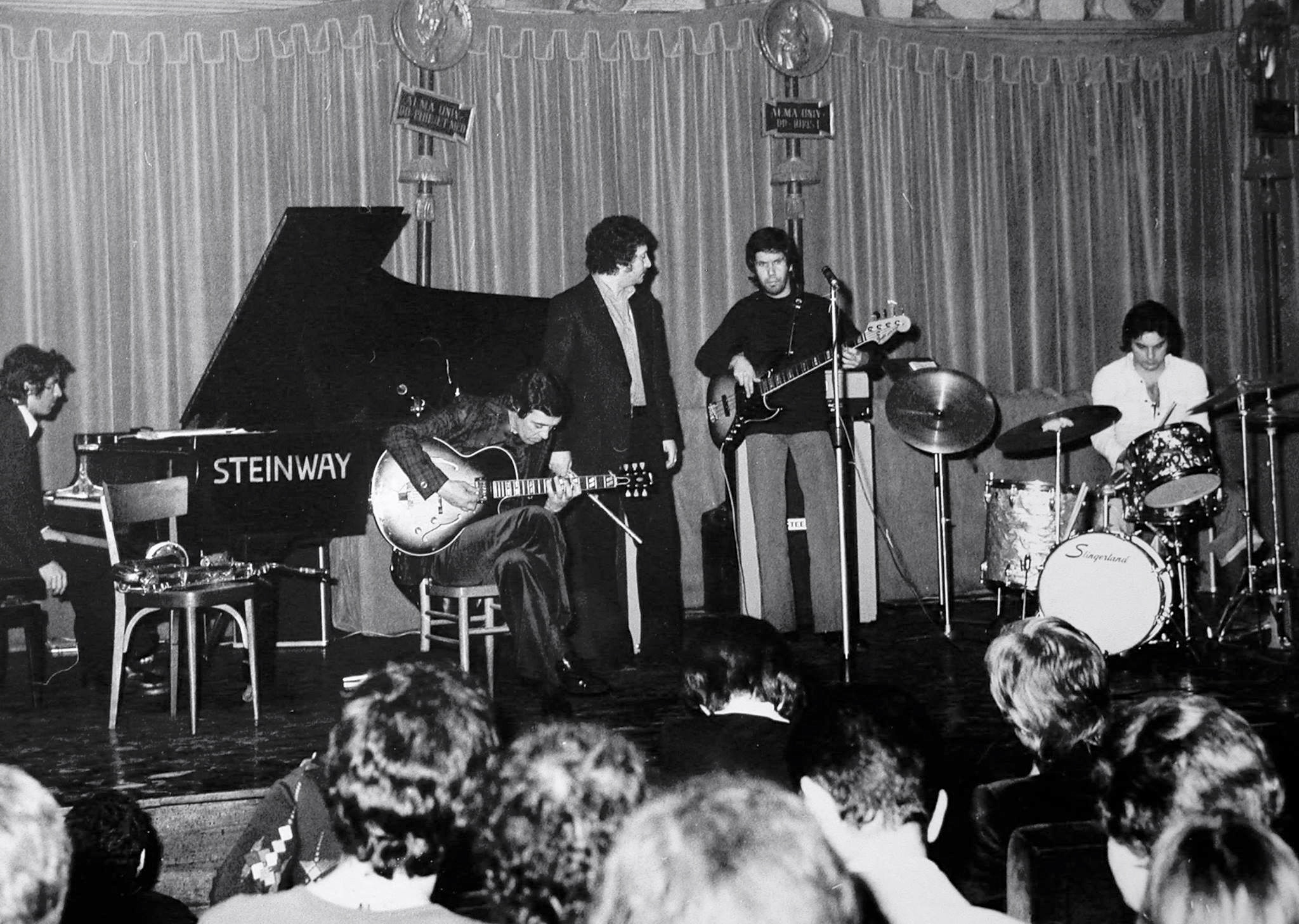
Il Franco Cerri Quintet, che nel 1973 accompagnò Grappelli al Jazz Power di Milano

Allo scoppio della Seconda guerra mondiale Stéphane e Django si trovavano a Londra. Nonostante il clima di persecuzione razziale nei confronti degli zingari nella Francia occupata dai nazisti, Django decise di ritornare a Parigi. Grappelli continuò a lavorare a Londra, collaborando attivamente con George Shearing. Alla fine della guerra, Django e Stéphane si troveranno ancora a suonare sia in Francia sia in Inghilterra fino al 1948, anno in cui furono invitati ad esibirsi all'inaugurazione del Nice Jazz Festival. Grappelli si trasferì poi a Roma nel 1949 per un lungo ingaggio e l'incisione di moltissimi brani. In questi anni subì la forza del successo del suo più grande collega ed amico, rimanendo in ombra e venendo per lo più associato allo stile cosiddetto "gipsy": non aveva ancora acquisito la notorietà che invece di lì a poco sarebbe divenuta mondiale.
Nel 1966 registrò Violin Summit con Svend Asmussen, Jean-Luc Ponty e Stuff Smith, mettendo in evidenza le sue grandi capacità strumentali e solistiche.
Il suo primo concerto negli USA fu al New York Jazz Festival del 1969; registrò in seguito numerosi album con il violinista classico Yehudi Menuhin.

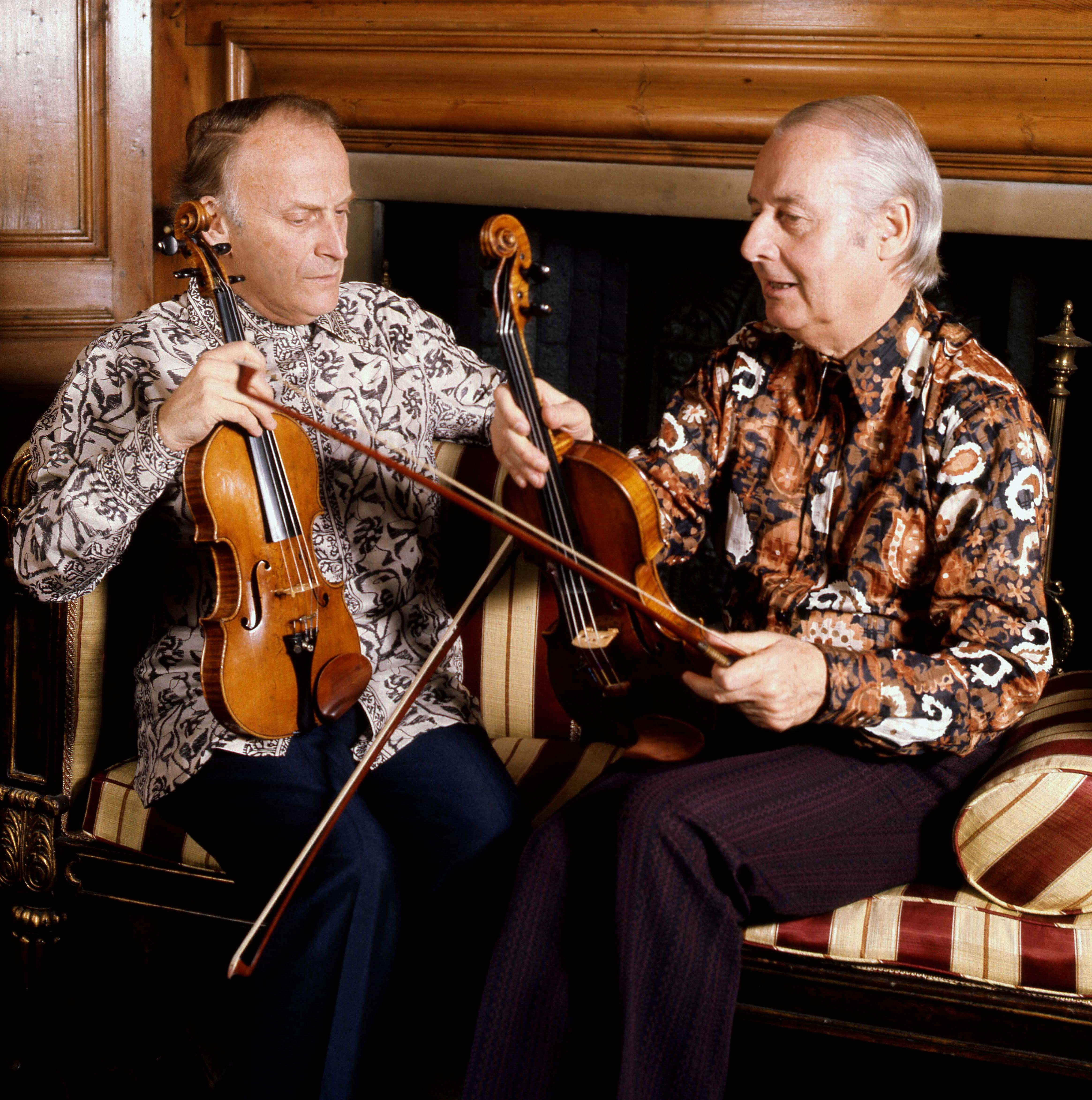
Yehudi Menuhin (sn) e Stephane Grappelli

Nel 1973 il mostro sacro del jazz, (così lo definì il critico del Corriere della Sera Vittorio Franchini) ritornò in Italia, per una serie di concerti al Jazz Power di Milano. Ad accompagnarlo fu il Franco Cerri Quintet, con Franco Cerri alla chitarra, Nando De Luca al pianoforte, Giorgio Baiocco al sax e flauto, Pino Presti al basso elettrico, Tullio De Piscopo alla batteria. La sua carriera aveva ormai raggiunto il suo completo successo. In trio o quartetto, partecipò a tutti i principali festival mondiali. Da ricordare il "Tribute to Django" al Kool Jazz Festival di New York nel 1984.
Continuò a lavorare con importanti chitarristi, tra cui Denny Wright, Diz Disley, Martin Taylor, Bucky Pizzarelli. Tra le sue numerosissime collaborazioni si possono citare quelle con Duke Ellington, Oscar Peterson, Earl Hines, Joe Venuti, Barney Kessel, Gary Burton, Michel Petrucciani e David Grisman, ma la più sorprendente è forse quella con i Pink Floyd: Grappelli apparve infatti - pur se non accreditato - nel famoso album Wish You Were Here della band britannica, dove, alla fine della title track, si sente in lontananza un assolo di violino. 
Nel 2011 la riedizione dell'album Wish You Were Here (Immersion Box Set) contiene una versione inedita del brano omonimo, con il violino di Grappelli protagonista in larga parte del brano.
In tarda età visitò più volte la città di Alatri e il palazzo di famiglia per riavvicinarsi alle sue origini; avrebbe voluto tenere un concerto nella cittadina italiana, ma non riuscì a realizzare il suo desiderio.